# ホセ・アバド・サントス
ホセ・アバド・サントス（José Abad Santos、1886年2月10日 - 1942年5月2日）は、1941年12月24日よりフィリピン独立準備政府（コモンウェルス）の最高裁判所長官、日本軍侵攻時には非占領地域大統領代行を務めた。

## 経歴

### 生い立ち
パンパンガ州のサンフェルナンドに生まれる。米比戦争の後、1904年よりアメリカ本国に留学。1909年にジョージワシントン大学より法学修士号を取得した。フィリピン社会党の創始者であるペドロ・アバド・サントスは実の兄である。1928年より司法長官、1932年より最高裁判所の陪席判事などを経て、1941年12月に最高裁判所長官に就任。

### 抗戦と大統領代行就任
最高裁判所長官就任時に日本軍がフィリピンへの侵攻を開始。アバド・サントスは、独立準備政府大統領のマニュエル・ケソン、アメリカ極東軍司令官ダグラス・マッカーサーらと共に、コレヒドール島要塞に籠城する。バターン半島の戦いで米比軍は日本軍に敗れ、ケソン大統領とマッカーサーは1942年3月にコレヒドール島要塞を放棄しオーストラリアに脱出。この時アバド・サントスもマッカーサーに同伴して脱出することも可能だったが、フィリピン残留を決意。脱出するケソン大統領より、非占領地域の「フィリピン大統領代行」に任命され、後を託された。

### 処刑
アバド・サントスはセブ島に逃れ抗戦を試みるが、1942年4月12日に息子のペピトと共に日本軍に捕縛された。日本軍政への協力を求められたが拒否。ミンダナオ島の南ラナオ州に連行され、同年5月2日、日本軍により銃殺刑に処せられた。
処刑の直前、息子のペピトと会話することを許され「ペピトよ泣くな。お前が勇敢であることをここにいる人々に見せてやれ。祖国のために死ぬことは光栄なことだ。誰にでもそんなチャンスがあるわけではない」と語ったという。

## 評価
フィリピンで抗日の英雄と評価されている。同じく日本軍に処刑されたホセファ・リャネス・エスコダ（女性解放活動家）およびビセンテ・リム（陸軍司令官）と共に、現在のフィリピンの最高額紙幣である1000ペソ札の肖像に採用されている。　